# Бешеные псы
«Бе́шеные псы» (англ. Reservoir Dogs) — независимый американский фильм и полнометражный дебют режиссёра Квентина Тарантино. Сюжет картины завязан на ограблении, после которого преступники собираются в назначенном месте — в заброшенном складе на окраине города — и пытаются выяснить, кто их подставил. Впервые фильм был показан 18 января 1992 года на международном кинофестивале «Сандэнс»:87, а в мае того же года участвовал в программе Каннского кинофестиваля.
Получив множество положительных отзывов, кинолента тогда ещё малоизвестного режиссёра на удивление тепло была принята зрителями. Мировой прокат начался с сентября 1992 года. Кассовые сборы превысили первоначальный бюджет более чем в три раза ещё до премьеры в кинотеатрах США:78. Фильм был удостоен восьми наград на международных кинофестивалях, причём большинство номинаций получил Квентин Тарантино. Фильм относят к ряду культовых.
Кинокритики в целом высоко оценили фильм, о чём может свидетельствовать 90-процентный рейтинг одобрения на сайте-агрегаторе рецензий Rotten Tomatoes и 79-балльный рейтинг на сайте Metacritic. Среди достоинств картины отмечали режиссуру Квентина Тарантино, выбранную манеру повествования, удачно подобранный актёрский состав.

## Сюжет
Восемь мужчин сидят за столом в кафе. Это мистер Белый (Харви Кейтель), мистер Розовый (Стив Бушеми), мистер Синий (Эдди Банкер), мистер Блондин (Майкл Мэдсен), мистер Оранжевый (Тим Рот), мистер Коричневый (Квентин Тарантино), Эдди «Хороший парень» Кэбот (Крис Пенн) и большой босс Джо Кэбот (Лоуренс Тирни). Большинство уже закончило есть и ведёт непринуждённую беседу о смысле песни Мадонны «Like a Virgin» и музыкальных хитах 1970-х и 1980-х годов. Когда доходит черёд до сбора чаевых, вдруг выясняется, что мистер Розовый не платит их принципиально. Всячески отстаивая свою позицию, он сдаётся лишь после слов Джо Кэбота, заплатившего за завтрак и потребовавшего, чтобы Розовый вложился наравне с остальными, после чего все поднимаются со своих мест и направляются к выходу.
Покинув кафе, шестеро мужчин, одетых в одинаковые чёрные костюмы, совершают вооружённое ограбление ювелирной лавки среди бела дня. Но на месте преступления их уже поджидает полиция. Тщательно просчитанный план срывается, и грабители, потеряв в перестрелках двух своих сообщников (мистера Синего и мистера Коричневого), незамедлительно скрываются с места преступления. Кто поодиночке, кто по двое, бандиты съезжаются в условленное место сбора — на заброшенный склад, где дожидаются Джо Кэбота, чтобы получить дальнейшие указания.
За рулём первого автомобиля, подъехавшего к складу, сидит мистер Белый. На заднем сиденье лежит истекающий кровью от огнестрельного ранения в живот мистер Оранжевый, он корчится от боли и в отчаянии твердит, что теперь умрёт. Мистер Белый как может пытается приободрить друга, затаскивает его внутрь пакгауза и кладёт на пол, попутно объясняя, что скоро прибудет Джо и вызовет врача. Следующим на склад врывается раздражённый мистер Розовый. Из его разговора с мистером Белым выясняются подробности произошедшего: оказывается, кто-то из участников ограбления является стукачом, так как при ограблении бандиты столкнулись с подготовленной засадой полиции. В свете подобного обстоятельства находиться в оговорённом месте сбора становится небезопасно. Розовый предлагает уехать и разделить краденые бриллианты, которые ему удалось унести с места преступления. Но выяснение дальнейшей судьбы Оранжевого — отвезти его к больнице или нет? — перерастает в потасовку с мистером Белым. В тот момент, когда разгорячённые дракой противники, угрожая друг другу пистолетами, пытались разрешить противоречия, на складе появляется мистер Блондин. Он, в свою очередь, едва не подравшись с разозлённым мистером Белым, отводит своих сообщников к автомобилю, в багажнике которого находится пленный полицейский (Кирк Балц).
Преступники незамедлительно приступают к активному допросу служителя правопорядка с целью выяснения личности предателя. За этим занятием их застаёт прибывший на склад «Хороший парень» Эдди. Сказав, что Джо Кэбот уже в пути, он забирает с собой Белого и Розового, намереваясь развезти угнанные автомобили и попутно забрать припрятанные бриллианты. В их отсутствие на складе за главного остаётся мистер Блондин, который, воспользовавшись случаем, начинает пытать избитого полицейского. Достав бритву и настроив радио на волну, «где выжили семидесятые», он отрезает ухо полицейскому. Затем, сходив к машине и прихватив канистру с бензином, он обливает привязанного к стулу покалеченного пленного, желая сжечь его заживо. Намерение Блондина неожиданно прерывается выстрелами очнувшегося мистера Оранжевого, который всё это время находился без сознания в луже крови на том месте, где его оставил мистер Белый.
Когда на склад возвращаются Розовый, Белый и Эдди Кэбот, они обнаруживают труп застреленного Блондина, привязанного полицейского с отрезанным ухом и мистера Оранжевого, пытающегося объяснить произошедшее. Эдди, явно расстроенный смертью мистера Блондина и не удовлетворённый доводами Оранжевого, убивает покалеченного копа и пытается выяснить, что же случилось на самом деле. Но тут на склад заходит сам Джо Кэбот, которого все и дожидались. Он заявляет, что Оранжевый работает на полицию Лос-Анджелеса и является стукачом. Намереваясь пристрелить предателя, Джо достаёт револьвер, но в ответ ему угрожает оружием мистер Белый, вставший на защиту Оранжевого. Удивлённый подобным поворотом событий Эдди Кэбот, в свою очередь, достаёт револьвер и направляет его на мистера Белого. Конфликт разрешается перестрелкой, Джо и Эдди — убиты, мистер Белый — ранен. Посреди смертельного затишья с пола поднимается находившийся всё это время в стороне мистер Розовый и, прихватив кейс с крадеными камнями, покидает склад. После его ухода, несмотря на полученное ранение, Белый находит силы, чтобы подобраться к лежащему поблизости мистеру Оранжевому, подстреленному уже во второй раз. В это время слышны выстрелы с улицы; вероятно, Мистер Розовый тоже был убит либо арестован. Мистер Белый извиняется, но в ответ Оранжевый признаётся, что он и вправду коп. На фоне раздающихся звуков сирен и врывающихся с криками на склад служителей правопорядка мистер Белый, судя по всему, убивает Оранжевого, после чего падает, подстреленный полицейскими.

### Концовка
1. Мистер Коричневый убит полицейскими (в машине мистера Белого)
2. Мистер Синий: убит полицейскими во время ограбления.
3. Мистер Блондин: застрелен мистером Оранжевым во время пытки полицейского.
4. Джо Кэбот и Эдди Кэбот: застрелены мистером Белым, который защищал мистера Оранжевого, не веря, что Оранжевый — полицейский.
5. Мистер Оранжевый: вероятнее всего, убит мистером Белым после того, как признался ему, что он полицейский (когда звучат выстрелы, звук первого выстрела сильно отличается от последующих, что явно намекает на то, что первый выстрел был сделан из оружия, отличающегося от оружия полицейских, то есть, вероятнее всего, это выстрел из пистолета мистера Белого).
6. Мистер Белый: застрелен полицейскими.

Про судьбу мистера Розового (Стив Бушеми) в фильме нет определённой информации: он сбежал с кейсом, в котором были бриллианты, непосредственно перед приездом полиции. При этом почти сразу после того, как он выбегает на улицу, слышны выстрелы. Неизвестно, был ли он убит или же смог сбежать. Если увеличить громкость, то на заднем плане можно услышать следующее: когда мистер Розовый выбегает из здания, полицейские кричат ему, чтобы он бросил оружие. Далее слышны выстрелы, и мистер Розовый кричит, что его ранили. Затем полицейские разговаривают друг с другом во время ареста мистера Розового.

## Работа над фильмом

### Замысел
Созданная в соавторстве с Крэйгом Хаманном неоконченная кинолента «День рождения моего лучшего друга» была первой режиссёрской пробой Квентина Тарантино. Несмотря на удручающий результат, полученный опыт стал ценным уроком для начинающего режиссёра. Продолжая работать в салоне видеопроката, он написал сценарии к фильмам «Настоящая любовь» и «Прирождённые убийцы», каждый из которых намеревался снять сам:33. Осуществить свой замысел Тарантино всё же не удалось — никто не хотел финансировать его проекты. Поэтому, как только представилась возможность, он, хотя и с неохотой, продал сценарий фильма «Настоящая любовь» Гильдии сценаристов в 1989 году за минимальную сумму — 30 000 долларов:58.
- Квентин Тарантино — режиссёр и сценарист
- Лоуренс Бендер — продюсер
- Монте Хеллман — исполнительный продюсер
- Ричард Н. Гладстейн — исполнительный продюсер
- Харви Кейтель — исполнительный продюсер
- Анджей Секула — оператор
- Дэвид Васко — художник-постановщик
- Салли Менке — монтажёр

В ролях:
- Харви Кейтель — мистер Белый / Ларри Диммик[~ 3]
- Тим Рот — мистер Оранжевый / Фредди Ньюэндайк
- Майкл Мэдсен — мистер Блондин / Вик Вега
- Стив Бушеми — мистер Розовый
- Эдди Банкер — мистер Синий
- Квентин Тарантино — мистер Коричневый
- Крис Пенн — Эдди "Хороший парень" Кэбот
- Лоуренс Тирни — Джо Кэбот
- Кирк Балц[англ.] — Марвин Нэш
- Рэнди Брукс[англ.] — офицер Холдауэй
- Стивен Райт — радиодиджей

На вырученные деньги Квентин Тарантино твёрдо решил снять свой собственный фильм. Рассчитывая на ограниченный бюджет, он написал за три недели сценарий об ограблении. Съёмки предполагалось проводить в единственной декорации с использованием 16-миллиметровой чёрно-белой плёнки, а на главные роли будущий режиссёр собирался пригласить своих друзей:35. Будучи заядлым киноманом и просмотрев множество фильмов об ограблениях, Тарантино непременно хотел, чтобы преступникам в его фильме удалось убежать с места преступления: «…я ненавидел, ненавидел ситуацию, когда они совершают грабёж, потом собираются уйти и только из-за какой-то маленькой случайности в дело вступает судьба и обламывает их всех»:63. Замысел «истории об ограблении, действие которой происходит не во время ограбления, а после него», появился, по словам режиссёра, ещё за несколько лет до написания сценария:62. И в условиях малого бюджета эта идея легла в основу киноленты.

### Подготовительный этап
Начало съёмок намечалось на ноябрь 1990 года, но Квентин Тарантино как-то дал прочесть готовый сценарий своему знакомому продюсеру Лоуренсу Бендеру, которому идея фильма понравилась, и он решил найти тех, кто будет финансировать съёмки. Ему нужен был один год на поиски, но Тарантино согласился лишь на два месяца, сказав, что к январю 1991 года работа над фильмом начнётся с минимальным бюджетом — на деньги, вырученные от продажи сценария «Настоящей любви»:68.
Далее события развивались стремительно. Лоуренс Бендер в то время продолжал брать уроки актёрского мастерства у Питера Флура. Однажды в разговоре со своим преподавателем он упомянул о новом фильме, который собирался продюсировать. Флур полушутливо поинтересовался, кого бы Бендер хотел снять в главной роли. И ответ последовал незамедлительно: «если выбирать из всех актёров на свете, тогда этим парнем будет Харви Кейтель»:69. По удачному стечению обстоятельств жена Питера Флура — Лили Паркер — знала Харви по актёрской студии в Нью-Йорке. Было решено направить ей сценарий «Бешеных псов», который она, в свою очередь, передала Кейтелю. Ему идея фильма понравилась, и он предложил своё участие в проекте, помогал с подбором актёров и вскоре занял должность исполнительного продюсера:77.
Следующим, кого Лоуренсу Бендеру удалось привлечь к постановке «Бешеных псов», был режиссёр Монте Хеллман, которому сценарий понравился настолько, что он согласился достать денег и даже выразил пожелание снять этот фильм. Однако Тарантино учтиво дал понять, что режиссёром картины будет он сам: «Для меня было бы большой честью иметь в качестве постановщика любого моего сценария Монте Хеллмана. Но этот для меня!»:48 Тем не менее Хеллман решил стать исполнительным продюсером и, в свою очередь, привлёк к постановке внимание Ричарда Гладстейна из Live Entertainment. В январе 1991 года Гладстейн согласился стать финансовым и исполнительным продюсером фильма. 4 февраля кинокомпания Live Entertainment представила официальный вариант договора, а Тарантино — предположительный список актёров. Бюджет киноленты был увеличен к этому времени до $1 500 000:72.

### Актёрский состав
Единственным актёром, кандидатура которого не обсуждалась, был Харви Кейтель, которому было предложено выбрать себе одну из ролей: мистера Белого или мистера Розового. Актёрские пробы проводились не только в Лос-Анджелесе, где намечались съёмки фильма. Харви Кейтель настоял на поездке в Нью-Йорк, где они вместе с Квентином Тарантино, Лоуренсом Бендером и ассистентом по подбору актёров Ронни Йескелом провели кастинг, в ходе которого, в частности, был отобран Стив Бушеми на роль мистера Розового:76. Большинство же исполнителей главных ролей были наняты на западном побережье в Лос-Анджелесе. Эдди Банкер (мистер Синий) — не профессиональный актёр, а писатель с уголовным прошлым.
Многие актёры, снявшиеся в «Бешеных псах», ещё неоднократно сотрудничали с Тарантино в работе над его последующими проектами. К съёмкам «Криминального чтива» были привлечены Харви Кейтель, Тим Рот и Стив Бушеми. С Харви Кейтелем продолжилось сотрудничество в работе над фильмом «От заката до рассвета», с Тимом Ротом — в работе над «Четырьмя комнатами» и «Омерзительной восьмёркой». Майкл Мэдсен также участвовал в съёмках «Омерзительной восьмёрки», и «Однажды в Голливуде» а также первой и второй частей дилогии «Убить Билла».

### Место проведения съёмок
За три недели до начала съёмочных работ Тарантино вместе с художником-постановщиком Дэвидом Васко и менеджером по размещению Билли Фоксом отправились подыскивать подходящие места в Лос-Анджелесе. Тарантино хотел «передать дух старого города», поэтому выбор пал на восточный район Лос-Анджелеса с одно- и двухэтажной застройкой:80.
Сцена погони со Стивом Бушеми снималась в Хайленд-парке. По словам Дэвида Васко, «фон этого старого района контрастирует с Уилшир-бульваром, суперсовременными и состоятельными кварталами. Это позволяет стереть чёткие временные границы, чтобы фильм старел красиво». В районе Хайленд-парка также снимался начальный эпизод, в котором все участники банды идут на фоне кирпичной стены вдоль аллеи кегельбана. Здесь же располагается кафетерий «Кондитерская дядюшки Боба», в действительности — «У Пэта и Лоррейн» (англ. Pat & Lorraine's Coffee Shop) на Игл-Рок-бульваре. Сцена в вымышленном стрип-клубе «Бутс-энд-сокс», где принимали в банду мистера Оранжевого, снималась в северной части Голливуда. Кафетерий «У Джонни» (англ. Johnie's Coffee Shop), в котором проходила встреча Фредди Ньюэндайка и офицера Холдауэя, находится на пересечении Уилшира и Фейрфакса. В мужском туалете отеля Парк-Плаза в центре Лос-Анджелеса снимался эпизод, в котором Тим Рот рассказывает свой коронный анекдот о продавце наркотиков и полицейских. Также в центре города находятся стены, исписанные многочисленными граффити, на фоне которых проходят одни из репетиций мистера Оранжевого:80—82.
Основным местом для съёмок стало здание старого похоронного бюро, заброшенного после землетрясения. В фильме можно увидеть расставленные возле стен гробы, а персонаж Майкла Мэдсена — мистер Блондин — в одном из эпизодов попивает свою колу, сидя на катафалке. Сцена разговора мистера Белого и мистера Розового, показанная в начале фильма, когда они отходят в комнату, облицованную белым кафелем, снималась в отделении для бальзамирования. По причине ограниченности бюджета одну из комнат на втором этаже в задней части здания похоронного бюро декораторы превратили в квартиру Фредди Ньюэндайка:82.

### Съёмки
Большой удачей, по мнению Квентина Тарантино, был выбор Анджея Секулы в качестве кинооператора, так как сам режиссёр ничего не понимал в освещении, но хотел добиться достоверной и яркой цветопередачи в кадре:46. Для съёмок использовалась киноплёнка со светочувствительностью 50 единиц ASA — наименьшей для плёнок производства Kodak:45. По этой причине оператору приходилось использовать яркое освещение для передачи глубины пространства и придания кадрам чёткости.
Непосредственно перед началом съёмок были проведены двухнедельные репетиции с целью экономии съёмочного времени и киноплёнки:53. Далее за первую неделю сняли начало и все офисные сцены. Вторая неделя была отведена для работы над самыми динамичными сценами — эпизодом полицейской погони за мистером Розовым и всеми действиями, происходящими в переулке. В связи с ограниченностью бюджета не было возможности полностью перекрыть автомобильное движение на время съёмок. Если внимательно смотреть фильм, то можно заметить, что Стив Бушеми, отрываясь от полиции, едет на зелёный сигнал светофора. Тарантино, объясняя ситуацию, напутствовал актёра следующим образом: «О’кей, делаешь следующее: достаёшь пушку, разряжаешь в копа, запрыгиваешь в машину и, если свет зелёный, уносишься прочь»:50.
Следующие две недели были посвящены съёмкам в пакгаузе. После чего большинство актёров разъехались, и в течение последней недели режиссёр вместе с Тимом Ротом работали над главой, посвящённой мистеру Оранжевому:44. Сам Квентин Тарантино снялся лишь в эпизодической роли мистера Коричневого, пренебрегая собственными актёрскими амбициями, чтобы полностью сконцентрироваться на режиссуре:32.

## Информация о фильме

### Истоки
Квентин Тарантино не обучался в колледже и не посещал никаких специализированных курсов, кроме актёрских, о чём сам неоднократно упоминал в интервью. Кроме первого опыта режиссёрской работы, полученного за время съёмок «Дня рождения моего лучшего друга», свой достаточно уверенный кинодебют Тарантино объяснял, в частности, богатым зрительским багажом:
В первую очередь и главным образом я фанатик кино. Я всегда мечтал делать кино, быть частью мира кино. У меня богатейший зрительский багаж: от Николаса Рэя до Брайана де Пальмы, от Терри Гиллиама до Серджо Леоне, от Марио Бавы до Жан-Люка Годара и Жан-Пьера Мельвиля, включая даже Эрика Ромера:31.
В общении с прессой Тарантино говорил о многих режиссёрах и авторах, работы которых в той или иной мере сказались на его фильме. В интервью 1992 года на каннской премьере «Бешеных псов» Тарантино, отвечая на вопросы Мишеля Симана и Юбера Ниогре, отмечал, что на фильм оказали сильное влияние «Выстрел в упор» Джона Бурмена и романы Ричарда Старка:41. Квентин Тарантино также пояснил своё высказывание по поводу сравнения «Бешеных псов» и «Убийства» Стэнли Кубрика, которое пресса истолковала слишком буквально: «…я имел в виду, что, снимай я фильм, например, о том, как собирается отряд, чтобы взорвать немецкую пушку, это была бы моя версия „Куда залетают только орлы“. Если бы я собирался сделать вестерн, это были бы мои „Одноглазые валеты“»:42.
Одна из проблем, с которой люди сталкиваются в творчестве Квентина, — это то, что его фильмы рассказывают о других фильмах, а не о жизни:121.
Неоднократно в интервью упоминались режиссёры французской «новой волны», в частности Жан-Люк Годар и Жан-Пьер Мельвиль. Как-то, отвечая на вопросы журналиста Питера Брунетта, Тарантино уподобил сочинение собственных сценарных диалогов попытке добавить американского колорита к произведениям Мельвиля:66. В плане театральности и единства места действия Квентин Тарантино сравнивал свой фильм с кинолентой «Нечто», снятой Джоном Карпентером в 1982 году:44. На вопрос журналистов о сравнении с Мартином Скорсезе режиссёр отвечал, что сходство можно проследить лишь в «любви к чередованию коротких планов с длинными и обстоятельности в кадре»:60. Проводились параллели со стилистикой фильмов Джона Ву, где бандиты также носят чёрно-белые костюмы и мастерски владеют оружием:117.
Журналистами отмечалось сходство сюжета с фильмом 1989 года «Город в огне» режиссёра Ринго Лэма, доходившее до обвинений в плагиате, несмотря на то, что стиль, структура, диалоги были совершенно разными:120. Некоторые рецензенты отмечали, что кульминационная «мексиканская дуэль» в конце «Бешеных псов» навеяна знаменитыми вестернами «Хороший, плохой, злой» и «На несколько долларов больше»:121.
Сцену истязания полицейского Марвина Нэша под жизнерадостную мелодию Лейбера-Столлера «Stuck in the Middle With You» (1972) Квентин Тарантино соотносил с похожим эпизодом из «Заводного апельсина» Стенли Кубрика, где Алекс учинил насилие в отношении профессора и его жены, напевая «Singin' in the Rain». Параллели с «Заводным апельсином» также прослеживаются в начальной сцене с титрами, когда все участники банды Джо Кэббота идут в замедленном темпе.

### Название
Квентин Тарантино на неоднократные вопросы о смысле и происхождении названия никогда не давал однозначного ответа. Он упоминал, что фраза Reservoir Dogs пришла ему на ум неожиданно во время съёмок:39. На пресс-конференции, состоявшейся в 1992 году после премьеры фильма на кинофестивале в Торонто, режиссёр, отвечая на вопрос о значении фразы Reservoir Dogs, сказал следующее:
Это название призвано создать настроение, ничего больше. Просто верное название, просто суть фильма, и не спрашивайте меня почему. Но основная причина, по которой я не настаиваю на его уточнении, в том, что я на самом деле верю: окончательно это определит зритель:40.
Посещая различные деловые встречи, связанные с работой над фильмом, режиссёр придумал несколько оправданий с разъяснением скрытого смысла фразы Reservoir Dogs, чтобы не пришлось менять название. Тарантино, прибегнув к ранее проверенному методу, говорил: «Это выражение используется в гангстерских фильмах французской „новой волны“. Оно означает „крот“. Например, в фильме „На последнем дыхании“ или в „Особой банде“». Порой даже хватало оправдания вроде «это общепринятое выражение»:72.
Распространено мнение, что словосочетание Reservoir Dogs ведёт своё происхождение от названий фильмов «Au revoir les enfants» режиссёра Луи Маля и «Straw Dogs» Сэма Пекинпы. Вероятно, одним из поводов для подобных трактовок послужило интервью Конни Макхью (матери Тарантино), в котором она рассказала, что фраза Reservoir Dogs возникла из смешной ситуации, когда подружка Тарантино звала его посмотреть фильм «До свидания, дети», но тот, отказываясь, произнёс Reservoir Dogs вместо французского Au revoir les enfants:123.

### Нарративнаяструктура
Я хотел, чтобы всё действие фильма строилось вокруг события, которого не будет на экране, и разворачивалось в пакгаузе, что заняло бы максимум десять минут в нормальном фильме об ограблении. Я же хотел, чтобы всё происходило именно там, причём в масштабе реального времени, то есть без киношных приёмов его уплотнения. И ещё я задумал представить персонажей фильма в цикле глав — как при чтении книги вы читаете о Мо, Ларри и Курчавом, занимающихся чем-нибудь, в первой, второй и третьей главах, а потом в четвёртой главе о Мо пять лет назад. По окончании этой главы вы снова возвращаетесь в русло основного действия, но уже зная кое-что из прошлого этого парня:94.
С самого начала фильм открывает сцена в кафе, где все основные персонажи сидят за столом, завтракают и ведут непринуждённую беседу. Данный эпизод не привязан к сюжету и введён для создания первичного представления о характерах действующих лиц:41. По мнению режиссёра, подобный приём создаёт двоякое впечатление. С одной стороны кажется, что дальше смотреть уже нечего, так как ничто не выдаёт намеченного ограбления, которое шестеро мужчин в чёрных костюмах совершат вслед за завтраком. Но в то же время создаётся предощущение дальнейших событий, потому как неспроста все собрались за одним столом:30.
Сценарию «Бешеных псов» присуща нелинейная структура повествования. Сам режиссёр проводил параллели с литературной свободой построения романа. Никаких ретроспекций — весь сюжет складывается из отдельных глав, расположенных в соответствии с авторским замыслом. Тарантино подчёркивал, что в основу фильма заложен принцип «сначала ответы — вопросы потом», который, в частности, используется в киноленте «Однажды в Америке» режиссёра Серджо Леоне:31. В рамках выбранной структуры повествования истории отдельных персонажей были изложены в виде глав, названных соответственно «Мистер Белый», «Мистер Блондин» и «Мистер Оранжевый».
Среди характерных особенностей построения сюжета следует отметить отсутствие эпизода с ограблением, вокруг которого завязано всё действие фильма. Такой приём был задуман режиссёром с самого начала. Обстоятельства и детали произошедшего постепенно выясняются лишь на месте сбора, куда съезжаются один за другим все выжившие грабители, каждый из которых интерпретирует события по-своему. И зритель, не видя ограбления как такового, связан с реальностью исключительно посредством рассказов о совершённом преступлении:90.

### Художественные особенности
Единство места действия, проистекающее из расчёта на малый бюджет, изначально придавало театральность всему фильму. Ещё читая сценарий, многие называли его пьесой. Однако Тарантино отвечал, что ему был важен съёмочный процесс, а театральные элементы привлекали его лишь постольку, поскольку «их можно было вытянуть на кинематографический уровень»:43. За счёт замкнутого пространства заброшенного склада он надеялся заставить зрителей ощутить всю параноидальность и безвыходность положения, в котором оказались герои фильма:44.
В противоположность театральности фильму присущ реализм, порой доходящий до крайности, как, например, в сцене отрезания уха, во многом из-за которой рецензенты неоднократно осуждали картину за избыточность жестокости. Натуралистичность истекающего кровью мистера Оранжевого отмечал сам режиссёр — эта сцена волнует зрителя своей достоверностью как раз потому, что она не театральная:44. Тарантино подчёркивал, что насилие чрезвычайно киногенично и используется исключительно в художественных целях:60. На упрёки в пропаганде и возведении жестокости в ранг достойной темы для обсуждения режиссёр отвечал, что следует различать насилие на экране и насилие в реальной жизни, а заведомо сковывая себя определёнными рамками, художник зачастую вредит своему произведению:102.
Насилие — часть этого мира, и я только изображаю безжалостность реальной жизни. И это не обязательно люди в масках, спускающиеся с вертолёта на стремительно мчащийся поезд, или террористы, берущие кого-то в заложники. Насилие реальной жизни — это когда вы сидите в ресторане, а неподалёку спорит о чём-то супружеская пара, и вдруг муж настолько распаляется, что хватает вилку и вонзает жене в глаз. Это действительно и ужасно, и отвратительно, и смешно — но так бывает. Вот так — ни с того ни с сего — насилие вторгается в вашу жизнь. Мне интересны его зарождение, развитие, выплеск и последствия. Что мы делаем после этого? Вырубаем парня, который ранил женщину? Растаскиваем их? Звоним в полицию? Требуем обратно деньги за испорченный обед? Мне интересны ответы на все эти вопросы:102.— Квентин Тарантино
Особое внимание было уделено проработке персонажей. Идея «цветовых» кличек, которыми бандиты называют друг друга, по признанию режиссёра, пришла внезапно и перекликалась с гангстерскими фильмами французской «новой волны». Тарантино говорил, что слышал нечто подобное у Жан-Пьера Мельвиля:48. Схожий метод наблюдается в фильме Джозефа Сарджента «Захват поезда Пелэм 1-2-3», снятом в 1974 году. Ещё одним приёмом, использованным с целью концептуализации грабителей, является выбор одинаковых чёрных костюмов и тщательно продуманные диалоги. Менталитет своих персонажей Квентин Тарантино описал следующим образом:
Эти ребята не похожи на ребят из фильма «Хорошие парни». Они как Дастин Хоффман в «Исправительном сроке»: просто делают свою работу. И главное в этой работе — профессионализм как способ убедить себя, что это действительно работа и профессия, а не бандитизм:81.
В плане построения фильма режиссёру был немаловажен мотив недосказанности и, в некоторой степени, двусмысленности. Кроме изначально отсутствующего эпизода с ограблением, подобный приём явно прослеживается в сценах с отрезанием уха, когда камера отъезжает влево, тем самым позволяя зрителю домыслить происходящее самостоятельно, или же в конце фильма, когда на экране крупным планом изображён персонаж Харви Кейтеля, а все подробности происходящего передаются лишь посредством звукового сопровождения.
То, чего вы не видите в кадре, так же важно, как и то, что вы видите. Некоторым нравится показывать всё. Они не хотят, чтобы зритель догадывался о чём-нибудь. Я этого не люблю. Я видел так много фильмов, что меня тянет на эксперименты:96.— Квентин Тарантино
Существует мнение, что в художественный ряд фильма умышленно добавлены намёки на предательскую сущность мистера Оранжевого. В эпизоде, снятом в комнате для бальзамирования, куда отходят переговорить мистер Белый и мистер Розовый, можно заметить пластмассовые ёмкости, наполненные цветными жидкостями. Причём бутылки с оранжевой жидкостью стоят обособленно от канистр с розовым и белым содержимым. Ещё одним намёком может служить оранжевый воздушный шарик, который пролетает вслед за автомобилем Эдди «Хорошего парня», когда он едет на склад к собравшимся там грабителям.

### Саундтрек
На протяжении всего фильма звучат отобранные самим Тарантино хиты 1970-х годов в стиле бабл-гам-рок и рок-н-ролл. Свои предпочтения в подборе музыки для фильма режиссёр объяснил двумя факторами. Во-первых, он вырос на этой музыке. А во-вторых, подобный выбор на фоне общей жестокости и разрушительной природы фильма выглядел ироничным контрапунктом, с одной стороны смягчая изображаемую грубость и насилие, а с другой — усиливая эмоциональный эффект действия:49.
Специально для «Бешеных псов» Квентин Тарантино в соавторстве с Роджером Эвери придумали программу радиопередачи, которая неоднократно транслируется на протяжении всего фильма: в кафе, в автомобилях грабителей, на заброшенном складе. Специально были написаны все анонсы, реклама, дорожные происшествия, связки. Для озвучки был приглашён комедийный актёр Стивен Райт. Сам режиссёр назвал радиопередачу своеобразным невидимым персонажем фильма, который пронизывает всё действие:49. Название «Кей-Билли: супермелодии семидесятых» (англ. K-Billy's Super Sound of the Seventies) заимствовано из «Дня рождения моего лучшего друга», где Тарантино сыграл одного из диджеев этой радиостанции.
Трек-лист
1. «And Now Little Green Bag…» (отрывок радиопередачи в исполнении Стивена Райта) — 0:15
2. «Little Green Bag» (George Baker Selection) — 3:15
3. «Rock Flock of Five» (отрывок радиопередачи в исполнении Стивена Райта) — 0:11
4. «Hooked on a Feeling» (Blue Swede) — 2:53
5. «Bohemiath» (отрывок радиопередачи в исполнении Стивена Райта) — 0:34
6. «I Gotcha» (Joe Tex) — 2:27
7. «Magic Carpet Ride» (Bedlam) — 5:10
8. «Madonna Speech» (отрывок диалога в исполнении Квентина Тарантино, Эдди Банкера, Лоуренса Тирни, Стива Бушеми и Харви Кейтеля) — 0:59
9. «Fool for Love» (Сэнди Роджерс) — 3:25
10. «Super Sounds» (отрывок радиопередачи в исполнении Стивена Райта) — 0:19
11. «Stuck in the Middle with You» (Stealers Wheel[англ.]) — 3:23
12. «Harvest Moon» (Bedlam) — 2:38
13. «Let’s Get a Taco» (отрывок диалога в исполнении Харви Кейтеля и Тима Рота) — 1:02
14. «Keep on Truckin'» (отрывок радиопередачи в исполнении Стивена Райта) — 0:16
15. «Coconut» (Гарри Нилсон) — 3:50
16. «Home of Rock» (отрывок радиопередачи в исполнении Стивена Райта) — 0:05

### Цитаты и реминисценции
Фильм «Бешеные псы», как и дальнейшие работы Тарантино, полон цитат и отсылок к произведениям кинематографа и популярной культуры. В одном из интервью 1992 года, отвечая на вопрос Питера Брунетта — не видит ли режиссёр ничего плохого в том, что всё так опутано поп-культурой, Тарантино пояснил, что он вырос среди этой культуры и потому чувствует в ней очарование и неповторимость Америки:63.
С самого первого эпизода разговор за столиком в кафе начинается с рассказа мистера Коричневого о поп-певице Мадонне и её хите 1980-х — «Like a Virgin». Разъясняя своё понимание песни, персонаж Квентина Тарантино использует смелые сравнения, в числе которых упоминается образ Чарльза Бронсона из фильма «Великий побег». По ходу дальнейшего диалога также упоминаются композиции «Lucky Star», «Borderline», «Papa Don’t Preach» и «True Blue». Вслед за обсуждением песен Мадонны темой разговора становится выдуманная радиопередача «Кей-Билли: супер мелодии семидесятых» (англ. K-Billy's Super Sound of the Seventies), фигурировавшая в первом неоконченном фильме Квентина Тарантино «День рождения моего лучшего друга». Мистер Розовый сообщает, что слышал на днях песню «Heartbeat — It’s Lovebeat» в исполнении популярной канадской группы The DeFranco Family. Продолжая начатый разговор, Эдди «Хороший парень» рассказывает о песне «The Night the Lights Went out in Georgia» в исполнении Вики Лоуренс. Перед вступительными титрами в радиоэфире «Кей-Билли: супермелодии семидесятых» упоминается хит «Doesn’t Somebody Want to Be Wanted» в исполнении The Partridge Family с альбома Up to Date, а также песня «Love Grows Where My Rosemary Goes» британской группы Edison Lighthouse.
Монолог Квентина Тарантино о психоаналитическом подтексте песни «Like a Virgin» был придуман ещё в пору посещения им актёрских курсов:71. Режиссёр настолько был убеждён в правоте своих слов, что, встретившись как-то с самой Мадонной, спросил: «Я прав насчёт песни?» Певица была удивлена серьёзностью вопроса и ответила, что Тарантино ошибается, а песня на самом деле о любви:103. По другой версии, Мадонна сама прислала Тарантино свой новый альбом с автографом и подписью: «Ты не прав, песня о любви». Характерный рассказ о чаевых позаимствован режиссёром из собственной жизни, так как был одним из его личных кредо на протяжении нескольких лет работы в видеопрокате:101.
Специально для фильма по просьбе Тарантино художники Дэнни и Мэнни Вилья-Лобос создали копию плаката Джека Кирби с изображением Серебряного Сёрфера. Вдобавок был нарисован ещё один, но придуманный уже самими художниками персонаж, которого нарекли Ковбоем-камикадзе. Оба изображения использованы в декорациях комнаты Фредди Ньюэндайка:49.
На протяжении всего фильма не раз упоминаются имена известных актёров или киноперсонажей. Мистер Блондин, едва не подравшись с мистером Белым, говорит о Ли Марвине. Мистер Оранжевый, отправляясь на встречу с Джо Кэботом, задерживается возле зеркала на выходе из своей квартиры и сравнивает себя с детективом Бареттой из одноимённого американского телесериала «Баретта» 1975—1978 годов. Далее в эпизоде, когда Эдди «Хороший парень» везёт мистера Оранжевого на встречу с Джо Кэботом, бандиты в своём разговоре упоминают телешоу «Вызови Кристи Лав» и пытаются припомнить, кто сыграл в нём главную роль. Эдди Кэбот ошибочно полагает, что в сериале снялась Пэм Гриер (актриса в будущем исполнила главную роль в фильме «Джеки Браун», который Квентин Тарантино снял в 1997 году). Название ювелирного магазина «У Карины» отсылает к имени Анны Карины — исполнительницы главной роли в годаровской «Особой банде»:117.
Эпизод, подобный тому, в котором мистер Белый стреляет из двух пистолетов по полицейской машине, присутствует в фильме «Ярость» американского кинорежиссёра Брайана де Пальмы. В конце фильма, заходя на склад, Джо Кэбот говорит, что мистер Синий «мёртв как Диллинджер» — реминисценция на фильм «Диллинджер», в котором главную роль исполняет Лоуренс Тирни.

## Критика и отзывы
| Рейтинги                 | Рейтинги      |
| Издание                  | Оценка        |
| ------------------------ | ------------- |
| AllMovie                 | [ 18 ]        |
| Rolling Stone            | [ 19 ]        |
| ReelViews                | [ 20 ]        |
| Entertainment Weekly     | A, B+         |
| Chicago Sun-Times        | [ 23 ]        |
| Empire                   | [ 24 ]        |
| Movie-Vault.com          | [ 25 ]        |
| Internet Movie Database  | [ 26 ]        |
| Qwipster’s Movie Reviews | [ 27 ]        |
| Filmcritic.com           | [ 28 ]        |
| Eye for Film             | [ 29 ]        |
| Movie Reviews UK         | [ 30 ]        |
| eFilmCritic              | [ 31 ] [ 32 ] |
| Austin Chronicle         | [ 33 ]        |

Кинодебют 29-летнего Квентина Тарантино большинство кинокритиков встретили одобрительными отзывами, о чём может свидетельствовать 92-процентный рейтинг на обобщающем рецензии сайте Rotten Tomatoes или 79-процентный рейтинг на сайте Metacritic, составленный на основе 23 критичных рецензий. Сразу после премьеры фильма на международном кинофестивале «Сандэнс» кинокритик Джами Бернард из New York Daily News сравнивал эффект, произведённый «Бешеными псами», с одной из первых кинолент — «Прибытием поезда на вокзал Ла-Сьота», снятой братьями Люмьер в 1896 году, потому что зрители не были готовы сразу правильно оценить фильм.
Элла Тейлор назвала «Бешеных псов» одним из «наиболее ядовитых, искусно скроенных и востребованных фильмов» 1992 года:76. Винсенту Кэнби из газеты The New York Times понравился актёрский состав и выбор нелинейной структуры повествования. Похвалив режиссуру Тарантино, он в качестве положительной черты отметил нечастое использование крупных планов в фильме. Кеннет Туран из Los Angeles Times, восхищённый фильмом и подбором актёров, обратил отдельное внимание на игру Майкла Мэдсена, Стива Бушеми и Лоуренса Тирни, а также на энтузиазм, с которым режиссёр подошёл к созданию фильма.
Влиятельный американский кинокритик Роджер Эберт был более скептичен в своей рецензии, пояснив, что сценарию Тарантино недостаёт проработки характеров персонажей. Он дал фильму две с половиной звезды из четырёх возможных, говоря о нём как о хорошей киноленте талантливого режиссёра. Как и другие кинокритики, Эберт был восхищён актёрским составом, отметив, что сам Тарантино — интересный актёр, который мог бы играть «великолепных чокнутых злодеев» (англ. great crazy villains), однако заявил: «Мне понравилось, что я видел, но мне хотелось большего… Он был снят с небольшим бюджетом. Но та часть, с которой нужно поработать, не стоила денег. Это сценарий. Создав своих героев и набросав сюжетную линию, Тарантино не слишком многого от них требует, кроме того, чтобы они слишком много болтали, особенно тогда, когда они должны быть без сознания от шока и потери крови» (англ. I liked what I saw, but I wanted more... It was made on a low budget. But the part that needs work didn't cost money. It's the screenplay. Having created the characters and fashioned the outline, Tarantino doesn't do much with his characters except to let them talk too much, especially when they should be unconscious from shock and loss of blood.). Высоту актёрского мастерства отмечал и Сорен Маккарти, причисливший «Бешеных псов» к разряду культовых фильмов, не найдя в киноленте сколь-нибудь серьёзных изъянов. Кинокритик Юрий Гладильщиков в своей рецензии, опубликованной на сайте «Афиши», отмечая реализм, актёрское мастерство и искусно продуманный сценарий, выразил своё предположение, что «именно „Бешеные псы“ и появление Тарантино сформировали логику 90-х в кинематографе».
Кроме тех, кто хвалил достоинства картины, находились и те, кто отмечал недостатки. Фильм неоднократно подвергался критике в связи с крайним реализмом изображаемых на экране сцен насилия. Нередкими были случаи, когда часть зрителей покидала кинотеатр, не досмотрев фильм до конца. Так, на кинофестивале в Барселоне кинозал покинули пятнадцать человек, в числе которых были известный режиссёр фильмов ужасов Уэс Крэйвен и создатель спецэффектов Рик Бэйкер. Журналистка Элла Тейлор называла эпизод истязания полицейского «чистейшей блажью, лишённой всякого сострадания к зрителю»:83, но тем не менее, подводя итог, заключила, что фильм получился «несомненно искуснейший и талантливейший в своём роде»:86.
В адрес «Бешеных псов» также высказывалась критика по поводу отсутствия женских персонажей. Тарантино в ходе пресс-конференции на кинофестивале в Торонто пояснил, что «при том стечении обстоятельств, о котором идёт речь в картине, женщинам просто неоткуда взяться»:74, подкрепив свои слова сравнением с «Подлодкой» Вольфганга Петерсена. В процессе работы над фильмом была отснята и смонтирована сцена с участием Нины Семашко в роли сотрудника полицейского управления, но в окончательную редакцию фильма этот эпизод так и не попал.
Исполнитель роли мистера Синего — Эдвард Банкер, среди прочего по молодости участвовавший в банковском ограблении, — отмечал неправдоподобность ситуации, когда банду грабителей набирают из совершенно незнакомых людей. Всё в фильме, что связано с ограблением, по его мнению, не имеет ничего общего с криминальными нравами:
Подобрать банду таким образом? <…> Если вы собираетесь провернуть стоящее дельце, вам нужно знать людей действительно хорошо. Если у вас в банде так много народа, вас сцапают, потому что кто-нибудь обязательно проболтается жене. <…> Эти ребята собираются совершить крупный грабёж и сидят в кафетерии, все одинаково одетые, официантка их знает, а они дают ей на чай (или не дают, в зависимости от конкретного случая). Если бы они пошли и совершили ограбление на миллион долларов, она бы взяла газету и сказала: «Эй, я знаю этих парней…»:106
Продюсер «Прирождённых убийц» Дон Мёрфи упрекал Тарантино в неоригинальности:117. Порой даже доходило до обвинений в плагиате. В 1993 году в журнале Empire была опубликована статья, в которой отмечалось сходство «Бешеных псов» и гонконгского боевика 1989 года «Город в огне» режиссёра Ринго Лэма. Информация была растиражирована в СМИ, и нашёлся студент кинематографического института Майк Уайт, смонтировавший двенадцатиминутную короткометражку «Ну и кому ты морочишь голову?», в которой сопоставил сцены из обоих фильмов. В конце концов, намеченный на март 1995 года показ студенческой работы на нью-йоркском фестивале андеграундного кино был отменён под давлением студии Miramax Films, участвовавшей в дистрибуции «Бешеных псов»:119. Сам Квентин Тарантино не отрицал сходство с «Городом в огне», но и не подтверждал упрёков о том, что сюжет скопирован с гонконгского боевика:120.

## Влияние на популярную культуру
Вобрав в себя множество образов из кинематографа и популярной культуры, фильм «Бешеные псы», в свою очередь, породил целый ряд последователей как в плане художественных приёмов, так и в плане структуры повествования. Журналист Стив Перселл из «New York Daily News», в частности, предположил, что без «Бешеных псов» не было бы таких фильмов, как «Помни», «Подозрительные лица» или «Сука любовь». В последующем крайне успешном проекте Тарантино — «Криминальном чтиве» — режиссёрский стиль во многом продиктован приёмами, использованными в постановке «Бешеных псов», как-то: нелинейное повествование, цитатность, реалистичное изображение сцен насилия, обилие диалогов, операторская работа, музыка 1960—1970-х годов.
В оформлении логотипа продюсерской компании A Band Apart, основанной Квентином Тарантино и Лоуренсом Бендером в 1993 году, используется стилизованное изображение четырёх фигур в чёрных костюмах. Логотип явно повторяет аналогичный мотив в оформлении обложек и рекламных плакатов «Бешеных псов» 1992 года.
В 2002 году вышел индийский ремейк «Чужой среди своих», который снят по мотивам этого фильма, фильм снимали так же как и в оригинале в США, но сам режиссёр признался, что этот фильм стал одним из самых любимых, который был снят по мотивам его работ.
В 2006 году вышла одноимённая компьютерная игра, созданная по мотивам фильма и портированная для PC, видеоприставок Xbox и PlayStation 2. В целом получив достаточно посредственные отзывы, игра к тому же была запрещена за жестокость и обилие сцен насилия в Австралии и Новой Зеландии.
В мае 2017 года вышла игра Reservoir Dogs: Bloody Days.
В декабре 2017 года для игры Payday 2 вышло обновление Reservoir Dogs Heist, добавляющее в игру миссию, основанную на сюжете фильма.
В супергеройском фильме 2019 года «Капитан Марвел», время действия которого — 1995 год, есть сцена, в которой персонаж Талос (Бен Мендельсон) потягивает через трубочку содовую из полосатого красно-белого стакана; этот эпизод, как заявляют режиссёры Анна Боден и Райан Флек, специально был срежиссирован так, чтобы Талос напоминал мистера Блондина из фильма «Бешеные псы», в том числе своей позой.

## Прокатная судьба
Премьера фильма состоялась 18 января 1992 года на международном кинофестивале «Сандэнс»:87, Парк-Сити, штат Юта. Хотя фильм не получил ни одной награды, о нём было высказано много положительных отзывов. В мае «Бешеные псы» участвовали в программе Каннского кинофестиваля, в июне — на кинофестивале в Авиньоне, в сентябре — на кинофестивале в Торонто. За время фестивальных показов фильм удостоился пяти наград и к моменту прокатной премьеры заслужил достаточное количество одобрительных отзывов.
В кинотеатрах Европы премьера фильма состоялась в сентябре 1992 года, а в США показы киноленты начались с октября. Права на показ фильма в Америке приобрела компания Miramax Films. Премьера проходила ограниченно — изначально «Бешеные псы» шли только в 26 кинотеатрах, в то время как норма для фильма большой кинокомпании составляла 2000:88. За первую неделю показов в 19 кинотеатрах США кассовые сборы составили $147 839. В дальнейшем фильм был показан в 61 кинозале по стране и собрал в итоге $2 832 029. Мировая премьера сопровождалась рекламным турне Квентина Тарантино, в ходе которого режиссёр давал интервью и раздавал автографы. Одна из пресс-конференций даже была проведена в «Видео-архиве» в Лос-Анджелесе, где не так давно работал теперь уже достаточно известный автор «Бешеных псов»:88.
Премьера фильма в Великобритании сопровождалась неожиданным ажиотажем. После выхода на экраны 8 января 1993 года «Бешеные псы» побили кассовые рекорды в шести лондонских кинотеатрах, собрав за первую неделю показов £101 344 всего на десяти экранах:88. Во время одной из пресс-конференций Квентин Тарантино прокомментировал прокатный успех фильма следующим образом:
Я и правда немного удивлён, но не слишком, потому что такое происходит каждый год: выходит четыре или пять малобюджетных фильмов независимых компаний, они привлекают внимание, вырываются вперёд, получают множество наград. Я всегда считал, что «Бешеные псы» могут быть одним из таких фильмов:88.
По системе рейтингов Американской киноассоциации «Бешеные псы» получили рейтинг , в связи с чем подростки до 17 лет допускались на фильм только в сопровождении одного из родителей либо законного представителя. Кассовые сборы от показов фильма в Великобритании составили £6 306 205, в Австралии — 767 176 австралийских долларов, в Швеции — 11 583 795 шведских крон, в Германии — $350 000.

### Премьерные показы
Данные приведены по материалам сайта Internet Movie Database.
| США — 21 января 1992 (кинофестиваль «Сандэнс») Франция — май 1992 (Каннский кинофестиваль) Франция — 25 июня 1992 (Авиньонский кинофестиваль) Канада — сентябрь 1992 (Кинофестиваль в Торонто) Франция — 2 сентября 1992 Швейцария — 4 сентября 1992 Германия — 10 сентября 1992 Испания — октябрь 1992 (Каталонский кинофестиваль) США — 8 октября 1992 (премьера в Лос-Анджелесе) Италия — 9 октября 1992 США — 12 октября 1992 (премьера в Нью-Йорке) Испания — 14 октября 1992 США — 23 октября 1992 Швеция — ноябрь 1992 (Стокгольмский кинофестиваль) Великобритания — 15 января 1993 Япония — февраль 1993 (кинофестиваль фантастики в Юбари) Португалия — февраль 1993 (кинофестиваль Fantasporto) | Швеция — 26 февраля 1993 Бельгия — март 1993 (Брюссельский кинофестиваль фантастики) Турция — май 1993 Финляндия — 2 июля 1993 Австралия — 30 июля 1993 Нидерланды — 5 августа 1993 Великобритания — 22 июня 1994 (повторный релиз) Германия — 30 июня 1994 (повторный релиз) Аргентина — 1 сентября 1994 Россия — 19 сентября 1994 Уругвай — 11 января 1995 Германия — 29 июня 1995 (повторный релиз) Южная Корея — 23 марта 1996 Венгрия — 6 января 2005 (повторный релиз) Франция — сентябрь 2006 (кинофестиваль в Довилле) США — 2 июня 2007 (Moonlit Matines Film Festival) Египет — ноябрь 2007 (Каирский кинофестиваль) США — 19 июня 2008 (P-Town Film Festival) |

## Издания
Первые тиражи фильма распространялись на видеокассетах. В каталогах интернет-магазина Amazon.com на 2010 год всё ещё имеются VHS-издания 1995—2001 годов. Первые DVD «Бешеных псов» датируются 1997 годом, их дистрибуцией в 1-м регионе занималась компания Artisan Entertainment. Пять лет спустя было выпущено специальное двухдисковое DVD-издание, приуроченное к 10-летию фильма. В качестве бонусных материалов были включены удалённые сцены, интервью с актёрами и создателями фильма. Вся серия имела несколько вариантов оформления: на обложках изображался один из основных персонажей фильма с характерным цветом фона (например, обложка со Стивом Бушеми была окрашена в розовый цвет). К 15-летию фильма был приурочен выпуск очередного специздания «Бешеных псов», дистрибьютором которого на этот раз выступила Lions Gate Entertainment.
По данным интернет-магазина Ozon.ru, на территории РФ дистрибуцией изданий «Бешеных псов» занимались различные компании: Twister Digital Video, Екатеринбург-Арт, Синема-Трейд, CP Digital. В последние годы фильм распространяется преимущественно компанией CP Digital, которая, в частности, выпустила коллекционное двухдисковое DVD-издание в авторском закадровом переводе Дмитрия Пучкова и Blu-ray-версию фильма.

## Награды
Данные приведены по материалам сайта Internet Movie Database.
|                          | Категория — Победитель                                                                                          |
| Каталонский МКФ (1992)   | Лучший режиссёр — Квентин Тарантино Лучший сценарий — Квентин Тарантино                                         |
| Стокгольмский МКФ (1992) | Бронзовая лошадь — Квентин Тарантино                                                                            |
| МКФ в Торонто (1992)     | Международная премия кинокритиков (ФИПРЕССИ) — Квентин Тарантино                                                |
| Авиньонский МКФ (1992)   | Prix Tournage — Квентин Тарантино                                                                               |
| Sant Jordi Awards (1993) | Лучший иностранный актёр — Харви Кейтель                                                                        |
| Независимый дух (1993)   | Лучшая мужская роль второго плана — Стив Бушеми                                                                 |
| ALFS Award (1994)        | Новичок года — Квентин Тарантино                                                                                |
|                          | Категория — Номинант                                                                                            |
| Сандэнс (1992)           | Приз жюри — Квентин Тарантино                                                                                   |
| Каталонский МКФ (1992)   | Лучший фильм — Бешеные псы (Квентин Тарантино)                                                                  |
| Независимый дух (1993)   | Лучший режиссёр — Квентин Тарантино Лучший кинодебют — Квентин Тарантино (режиссёр) и Лоуренс Бендер (продюсер) |
| Fantasporto (1993)       | Лучший фильм — Бешеные псы (Квентин Тарантино)                                                                  |